# Boondall Wetlands

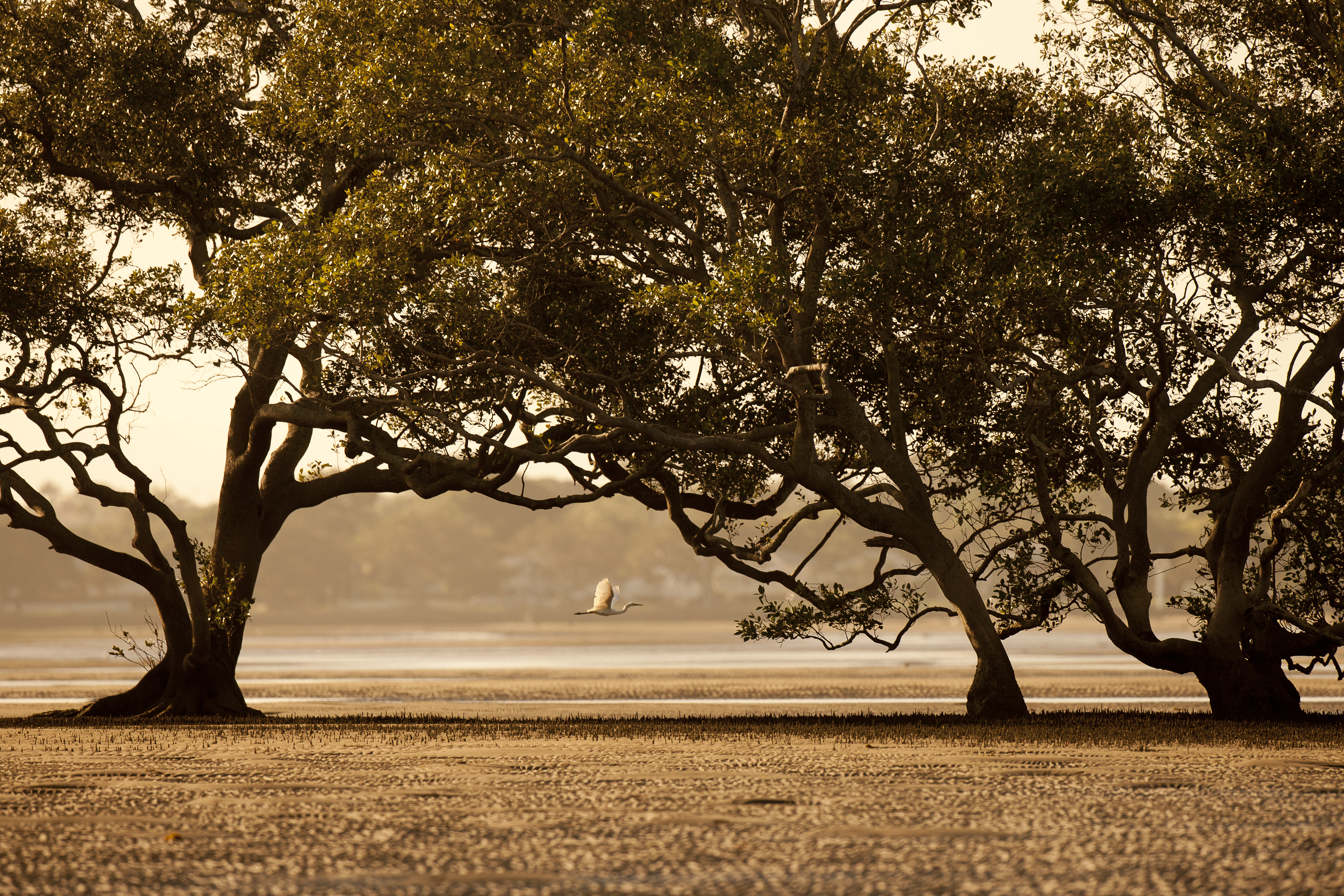
Boondall Wetlands w 2012 roku

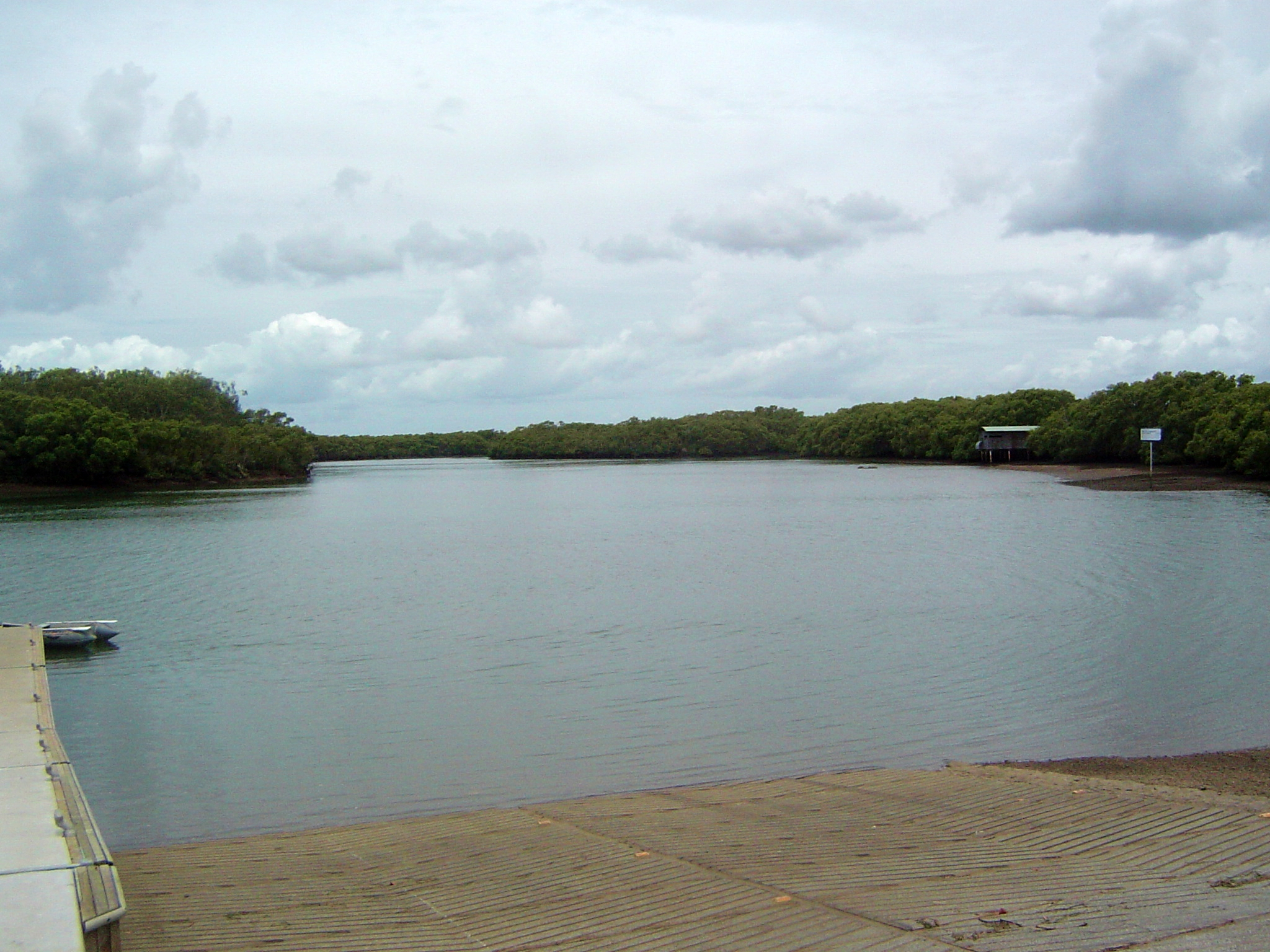
Cabbage Tree Creek wyznacza północną granicę rezerwatu

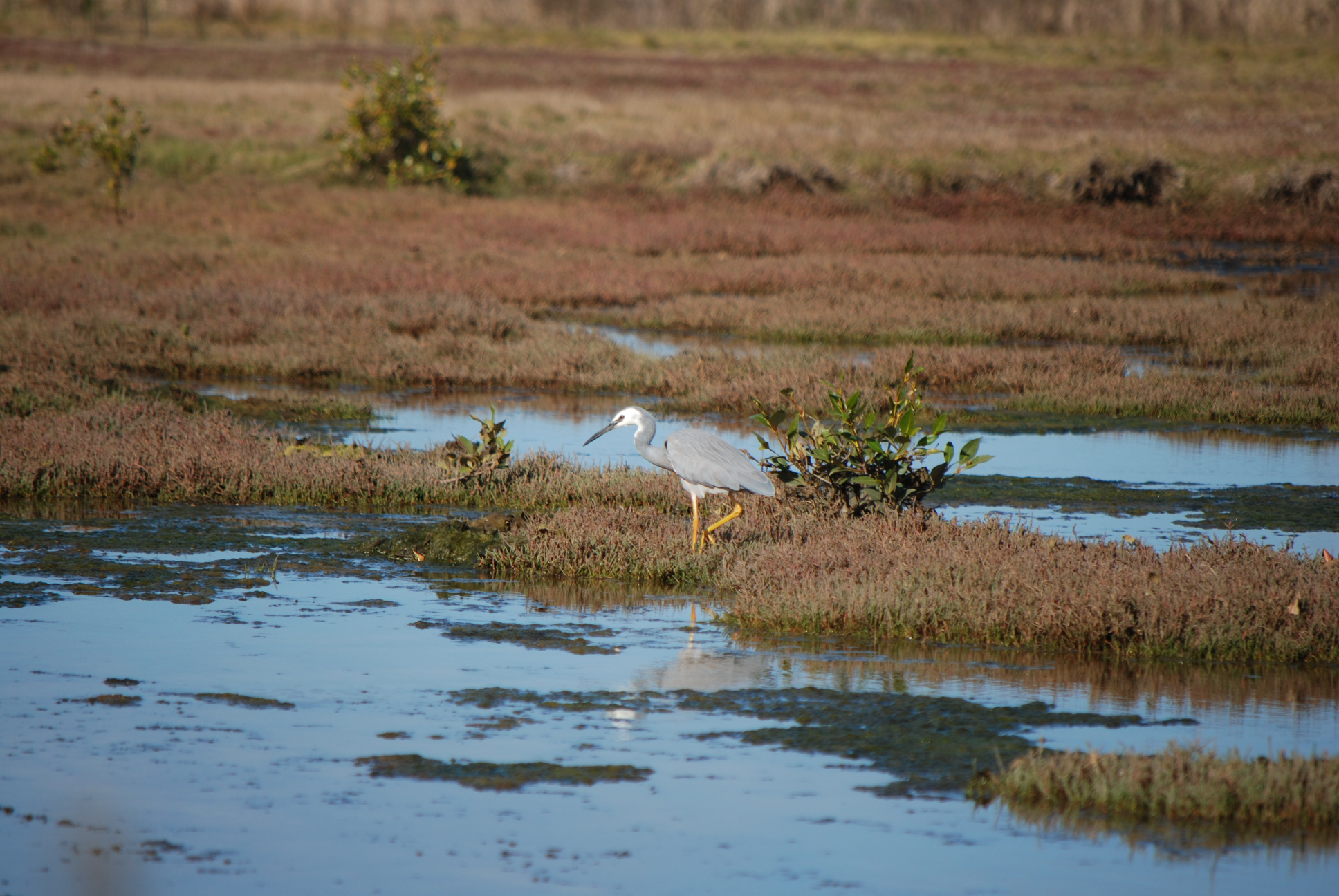
Czapla białolica

Boondall Wetlands – mokradła na skraju zatoki Moreton na przedmieściach Boondall w Brisbane, między plażami Nudgee i Shorncliffe, w południowo-wschodnim stanie Queensland w Australii. Mokradła są częścią rezerwatu Boondall Wetlands Reserve, który powstał w 1990 roku i obejmuje ponad 1100 hektarów terenów podmokłych objętych ochroną na podstawie konwencji ramsarskiej.

## Historia
Przez wiele wieków tereny Boondall Wetlands były zamieszkiwane przez rdzennych Australijczyków. W 1863 roku część tej ziemi zakupił Kościół katolicki. Na początku lat 60. XX wieku Rada Brisbane odkupiła około 3000 akrów. W 1990 roku utworzono rezerwat Boondall Wetlands, a w 1996 roku powstało Environment Centre (Centrum Środowiska).
Tereny te ostały objęte ochroną na mocy konwencji ramsarskiej w dniu 22 października 1993 roku.

## Flora i fauna
Rezerwat obejmuje różne zbiorowiska roślinne, w tym namorzyny, jeziora słodkowodne, słone bagna, lasy kazuarinowe, drzewa melaleuca, łąki i pozostałości lasów deszczowych.
Na terenie mokradeł można zobaczyć około 190 gatunków ptaków. Wiele z nich to ptaki wędrowne. Przemieszczają się one trasą wschodnioazjatycko–australijską od Syberii i Alaski do Nowej Zelandii i Australii. Ptaki te zamieszkują na terenie rezerwatu od września do marca.
Niektóre z gatunków wędrownych to sieweczka syberyjska, kulik syberyjski, szlamnik zwyczajny. Inne ptaki, które można obserwować w rezerwacie to ostrygojady długodziobe, kulony plażowe, wężówki, kormorany bruzdodziobe, czaple białolice, ibisy czarnopióre, czaple białe, płomykówki dlugonogie, kanie złotawe i kanie bramińskie.
Na terenie rezerwatu można również obserwować: rudawkię, oposy, lotopałanki, żaby, gady i motyle.

## Turystyka
Na terenie rezerwatu są wytyczone ścieżki spacerowe, w tym 13 kilometrowa trasa rowerowa Boondall Wetlands Bikeway oraz punkt widokowy Ann Beasley Lookout.
Można odbyć spacer z przewodnikiem po 100 metrowej ścieżce przyrodniczej Tulla-yugaipa dhagun. Environment Centre (Centrum Środowiska) oferuje przewodników, zajęcia edukacyjne, parking, toalety i miejsce na piknik.
W 1996 roku Ron Hurley razem z 6 lokalnymi aborygeńskimi twórcami stworzył serię współczesnych totemów symbolizujących różne aspekty ich kultury. Tak powstał szlak totemów Nurri Millen (Nurri Millen totems). W pobliżu siedliska zwierząt lub innych ważnych dla Aborygenów miejsc umieszczono 18 odlewanych z aluminium totemów.